# فولکر فیشر
فولکر فیشر (انگلیسی: Volker Fischer؛ زادهٔ ۱۵ اوت ۱۹۵۰) شمشیرباز اهل آلمان بود.
وی در مسابقات کشوری و بین‌المللی در مجموع برندهٔ ۱ مدال طلا، ۲ مدال نقره شده‌است.